# Catherine Corsini
Catherine Corsini   (Dreux, 18 de maig de 1956) és una directora i guionista francesa.
Va néixer a Dreux el 1956. Als anys 80 va fer tres curtmetratges abans del seu primer llargmetratge, Poker (1988). Els anys següents realitzà Les Amoureux i Jeunesse sans Dieu, presentades al Festival de Canes de 1994 i 1995, respectivament. El 1999 es va donar a conèixer al gran públic amb La Nouvelle Ève (1999). El 2001, la seva pel·lícula La Répétition (2001) va ser seleccionada per competir a Canes i va ser nominada a la Palma d'Or. Posteriorment, va produir Mariées mais pas trop (2003) i Ambitieux (2005). La seva setena pel·lícula, Partir (2009), va tenir molt d'èxit a França i també a nivell internacional. El 2013, va presentar Trois a Un Certain Regard, que va obtenir el Bayard d'Or al millor guió.
El 2016 va inaugurar la 21a Mostra Internacional de Cinema Gai i Lesbià Fire!!, amb la La Belle Saison, una pel·lícula sorgida com a resposta a les manifestacions contra el matrimoni homosexual a França. El 2021 va rebre la Queer Palm del 74è Festival de Canes amb La Fracture, on mostra l'homosexualitat femenina trivialitzada.
El 2019 va rebre el premi al millor guió adaptat del Premis Cesar per la seva versió de la novel·la de Christine Angot "Un amour impossible".
La seva parella és la productora Elisabeth Perez.